# BYD・Xia
BYD Xia(夏) (中国語: 比亚迪夏)はプラグイン・ハイブリッドのミニバンである。中国の王朝シリーズに属し、中国の最初の王朝である「夏」にちなんで命名された。

## 概要
また日本発売の可能性がある１車種として取り上げられている。

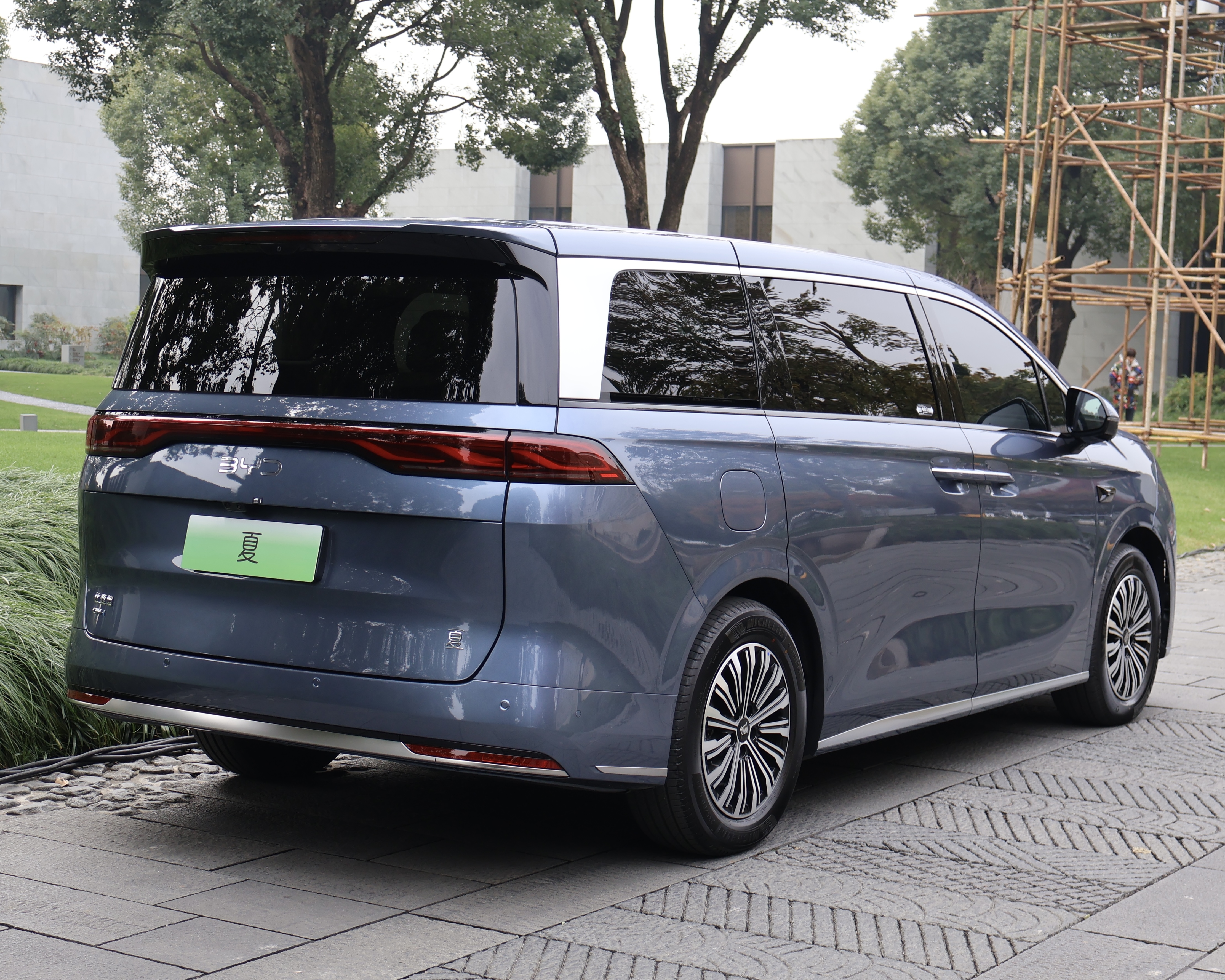